# 刺蝟砲
刺蝟砲，也叫刺猬弹（英語：Hedgehog）是第二次世界大戰时加拿大人Charles F. Goodeve带领英國皇家海軍的杂项武器发展指导部發明的反潛武器，大量使用於驅逐艦與護衛艦，作為深水炸彈的輔助武器，保護運輸物資的商船免受德國潛艇攻擊。

## 概要

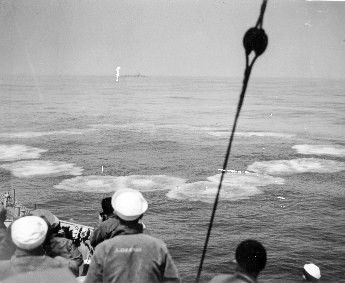
美國莫伯利號巡防艦發射刺蝟砲攻擊德國潛艇U-853。

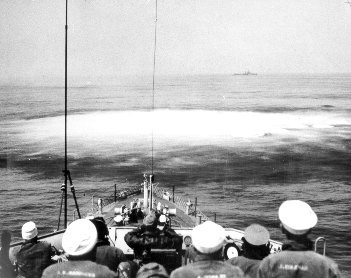
刺蝟砲發射後，落水爆炸的情形。

刺蝟砲的取名源自於它的外觀，在裝配、射擊時有如刺蝟的針刺，因得其名。刺蝟炮的核心是一組24管超口徑迫擊砲擲彈機，擲彈機技術則是自英國中校史都華·布萊克在二戰爆發初為提供英國本土動員防衛所需的廉價反裝甲武器-布莱克尔迫击炮上引入，迫擊砲可插入不同尺寸的彈藥；當擲彈機通電擊發之際，24發迫擊砲彈將會產生圓形或橢圓形的面狀攻擊，攻擊面直徑達30公尺（100呎）。反潛炮彈採用雙重觸發式引信，第一道引信是在觸水撞擊時啟動使炮彈進入可引爆狀態，第二道引信則是在觸發目標之際啟動，水下爆炸引起的衝擊波也可能觸動引信，因此只要一顆觸發，隨即會在水面下瞬間產生大規模的連鎖反應，增加潛艦近距離獵殺成功概率。
開發刺蝟炮的緣故是為了彌補深水炸彈的技術限制，一戰起普遍配備給獵潛艦使用的ASDIC有最短距離辨識限制，假如對方潛艦在近距離急速潛航，會因辨識問題無法提供深水炸彈可靠的定深設定參數；且深水炸彈多半從船艉施放軌或是側舷擲彈器拋擲，艦艏的反潛火力有其加強空間。因此英國皇家海軍研製出填補近距離反潛空白的武器，早期配備的MK10刺蝟炮發射台無穩定設備，後期的MK15刺蝟炮發射台由四連裝波佛斯40公釐高射砲炮座移植改良，該炮座裝有陀螺儀，提高刺蝟炮在惡劣海况發射時的射擊穩定度。
1941年，英國海軍首次在愛爾蘭海上以驅逐艦發射測試，1942年11月18日投入實戰，擊沉維琪法國的潛艇，此後成為反潛作戰中的制式武器。雖然1943年皇家海軍發明了新武器烏賊砲，但直到二次大戰結束，以英國海軍為中心的盟軍船艦仍大多裝備刺蝟砲。

## 总体資料
对于每一颗炸彈
- 直徑：178公釐
- 重量：29公斤

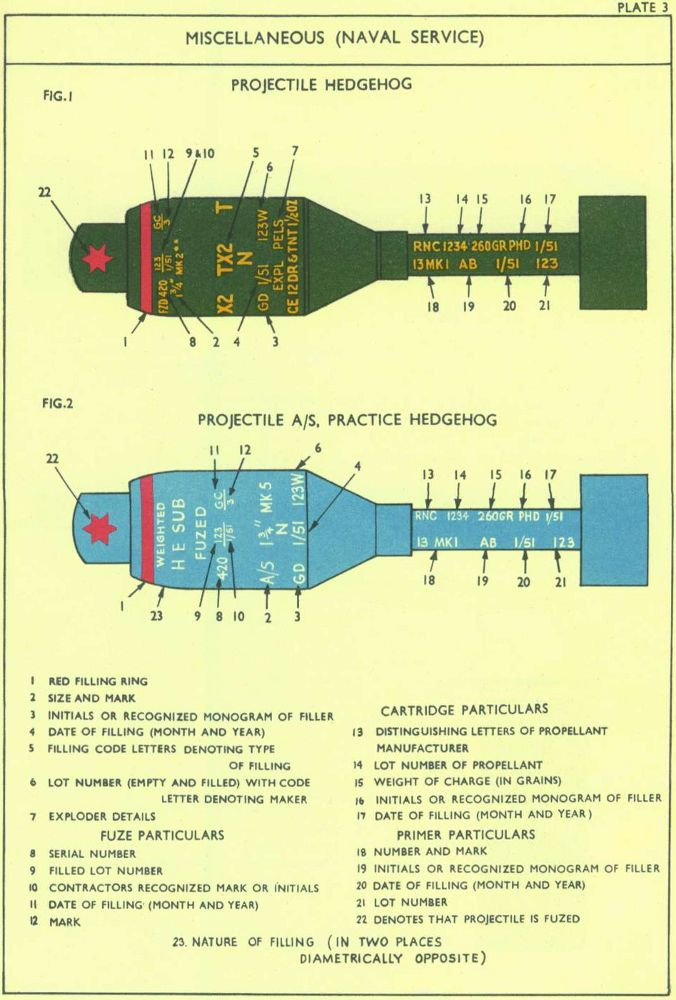
Live and practice projectiles

- 炸藥量：13公斤TNT或16公斤托佩克斯式水下炸藥（Torpex）
- 射程：約200～259公尺
- 下沉速度：每秒6.7～7.2公尺

## 参見
- 反潛飛彈
- 蘇俄的反潛火箭深彈發射器